# Gerry Brady
Gerry Brady, właśc. Patrick Gerard Brady (ur. 24 października 1925 w Dublinie, zm. 30 grudnia 2012) – irlandzki strzelec, olimpijczyk.
Reprezentował Irlandię na igrzyskach olimpijskich w latach 1968 (Meksyk) i 1972 (Monachium). W Meksyku zajął 38. miejsce w skeecie, natomiast w Monachium zajął 42. miejsce w trapie.

## Wyniki olimpijskie
| Igrzyska | Konkurencja | Wynik       | Miejsce | Źródło |
| -------- | ----------- | ----------- | ------- | ------ |
| IO 1968  | Skeet       | 180 punktów | 38      | [ 2 ]  |
| IO 1972  | Trap        | 176 punktów | 42      | [ 3 ]  |